# Palla Ákos
Palla Ákos (Arad, 1903. augusztus 9. – Budapest, 1967. május 29.) orvostörténész, könyvtárigazgató.

## Életpályája
Palla Ákos és Bordán Mária fia. Egy évig jogot tanult. 1922-ben Kanadába utazott, de egy év múlva visszatért Magyarországra. 1924-ben könyvtárosi tanfolyamot végzett. 1928-tól tisztviselő volt a Népjóléti Minisztériumban. Az Egészségügyi Minisztérium megbízásából kezdett hozzá egy orvostörténeti könyvgyűjtemény összeállításához és rendezéséhez. 1952-ben az Országos Orvostörténeti Könyvtár első igazgatója lett. 1955-ben megindította az Országos Orvostörténeti Könyvtár Közleményei című folyóiratot. 1960–1967 között szerkesztette a Palaeopathologia című orvostörténeti könyvsorozatot.
Felesége Kern Anna volt.

### Munkássága
Elkezdte az orvostörténet körébe tartozó múzeumi tárgyak gyűjtését is. Része volt a Magyar Orvostörténelmi Társaság megalapításában; megfelelő épületet szerzett a hatalmas könyvtárnak, a mai Semmelweis Orvostörténeti Múzeum, Könyvtár és Levéltár néven működő intézménynek. Jelentős orvostörténeti kutatómunkát végzett. Munkásságáért hazai és nemzetközi tudományos társaságok választották tagjaik sorába.
Sírja a Farkasréti temetőben található (33/6-1-60).